# Wapedie
Wapedia byla webová stránka provozovaná Florianem Amrheinem, která mezi lety 2004 až 2013 poskytovala přístup k obsahu Wikipedie pro mobilní telefony a PDA. Umožňovala prohlížet nejnovější verze článků, přičemž kombinovala funkci přístupové brány s vlastní databází stránek. Tento způsob byl díky vlastní mezipaměti pro stránky zároveň rychlý pro uživatele a šetrný k serverům Wikipedie.

## Funkce
- Rozdělení stránek na menší části, aby se vešly na menší displej
- Zmenšování obrázků na rozlišení telefonu
- Vlastní vyhledávací stroj nezávislý na serverech Wikipedie
- Vlastní databáze stránek poskytující vysokou rychlost i když byly servery Wikipedie zrovna přetíženy
- Podpora WML a XHTML, automatická detekce nejlepšího formátu pro každý prohlížeč
- Vícejazyčnost – další jazyky mohly být průběžně přidávány
- Vždy přístupná aktuální verze článku
- Vlastní databáze stránek poskytující vysokou rychlost i když byly servery Wikipedie zrovna přetíženy